# Bitwa pod Ramlą (1101)
Pierwsza bitwa pod Ramlą (w historiografii znanej też jako Ar-Ramla) – starcie zbrojne, które miało miejsce 7 września 1101 roku pomiędzy siłami Królestwa Jerozolimskiego i Fatymidów z Egiptu. Przyczyną bitwy były nieustające najazdy muzułmanów na ziemie łacinników i ich wasali, dokonywane z Askalonu- twierdzy Fatymidów w Palestynie. Obydwie armie spotkały się pod Ramlą, która leżała na drodze z Askalonu do Jerozolimy. 

## Bitwa
Wojskami Fatymidów dowodził Saad el-Dawleh natomiast na czele krzyżowców stał Baldwin I, król Jerozolimy. Przewaga liczebna była zdecydowanie po stronie muzułmanów, którzy dysponowali armią liczącą około 10 000 żołnierzy. Byli to głównie sudańscy łucznicy, wspomagani przez arabskich i berberskich jeźdźców. Siły Baldwina były zdecydowanie mniejsze, liczyły bowiem około 1 000 piechurów i 260 jeźdźców. 
Dwa oddziały krzyżowców, biorące udział w pierwszym ataku, zostały odparte i poniosły dość duże straty. Fatymidzi natarli wówczas na trzeci oddział, który zaczął się wycofywać, ale wówczas Baldwin zarządził kontratak i Egipcjanie zmuszeni zostali do walki w zwarciu w której dominowało łacińskie rycerstwo. Siły el-Dawleha zostały odparte i zmuszone do panicznej ucieczki a krzyżowcy ruszyli za nimi w pościg aż pod mury Askalonu. Mimo zwycięstwa, zapewniającego na jakiś czas spokój ze strony Fatymidów, nie zdecydowano się na oblężenie. Powracający łacinnicy złupili jeszcze egipski obóz nieopodal Ramli.